# Tramvaiul din Antwerpen
Tramvaiul din Antwerpen reprezintă coloana vertebrală a transportului public în orașul Antwerpen din Belgia. Rețeaua de tramvaie are o lungime de 78 kilometri, este compusă din 13 linii și traversează șapte din cele nouă districte ale orașului, plus cinci localități învecinate. În total, ea formează a doua rețea de tramvaie ca mărime din Belgia, după cea din Bruxelles. Tramvaiele circulă în Antwerpen din 1873, iar din 1991 sunt exploatate de societatea de transport flamandă De Lijn, prin sucursala sa din provincia Antwerpen. 

## Istoric

### Tramvaiele orășenești (începând din 1873)
Predecesoarele actualelor tramvaie propulsate electric au fost tramvaiele trase de cai. Prima solicitare pentru înființarea unor astfel de tramvaie, intitulate Tramway Américain, a fost adresată consiliului orașului, condus la acea vreme de Ed. Paujaurd’hui și A. Edvard, încă de pe 27 iunie 1865. Această solicitare a fost respinsă și abia șase ani mai târziu, pe 14 martie 1871, consiliul orășenesc a permis construcția unor astfel de linii de tramvai.
Prima linie de tramvaie cu cai a fost inaugurată pe 25 mai 1873 între Meir și biserica din Berchem, pe actualul traseu al liniei 7. Până la sfârșitul secolului funcționau deja nouă linii diferite de tramvaie cu cai și servicii de omnibuz în Antwerpen, întreținute de nouă societăți de transport diferite.
Societățile de transport cu tramvaie trase de cai au fost, pe 1 ianuarie 1900, contopite în Compagnie Générale des Tramways d'Anvers (CGTA) (în română Compania Generală a Tramvaielor din Antwerpen). Această nouă societate și-a propus să electrifice, să uniformizeze și să modernizeze rețeaua de tramvai. De asemenea, liniile de omnibuz urmau să fie convertite în linii de tramvai. Pe 12 martie 1902, compania a cerut conducerii orașului permisiunea de a începe electrificarea rețelei. După testele de rigoare, primul tramvai electric a fost introdus în serviciu normal pe 2 septembrie 1902. Inițial, tramvaiele cu cai au coexistat cu cele electrice, dar au fost apoi retrase unul câte unul.
În aceeași perioadă a început și extinderea rețelei de tramvai dincolo de centura de forturi Brialmont (actualul Ring). În 1913, cele mai multe din actualele linii de tramvai erau deja în exploatare, chiar dacă unele aveau un traseu ușor diferit. O hartă din acel an menționează următoarele linii (în contrast cu practica ulterioară, numerele evidențiate cu aldine marchează traseele mai lungi, nu pe cele scurte):
| Linie | Traseu în 1913                                                 | Traseu aflat încă în exploatare în 2013 |
| ----- | -------------------------------------------------------------- | --- |
| 1     | Entrepot – Bank – Zuidstatie                                   | Înlocuit de tramvaiul 12 (Rooseveltplaats - Bolivarplaats), tramvaiul 24 (Rooseveltplaats - Bres) și autobuzele 1 și 13 (integral)              |
| 2     | Werf – Statie – Van Rijswijcklaan                              | Schelde - Plantijn înlocuit de premetrou, Plantijn – Van Rijswijcklaan încă în exploatare                                                       |
| 3     | Zuidstation – Groenplaats – Statie – Schijnpoort (3/: Merksem) | Înlocuit de premetrou (Groenplaats - Astrid), tramvaiul 4 (Bolivarplaats – Groenplaats) și autobuzele 19 și 23 (Centraal Station - Schijnpoort) |
| 4     | Groenplaats – Brederodestraat – Kiel (4/: Hoboken)             | Aflat integral în exploatare |
| 5     | Groenplaats – Lozanastraat – Dikke mee (5/: Wilrijk)           | Înlocuit cu serviciul de autobuz 22 |
| 6     | Pothoek – Werf – Zuidstation                                   | Înlocuit cu serviciul de autobuz 30/34 (între 1938 și 1964 traseul era deservit și de troleibuze)                                               |
| 7     | Tolhuis – Bank – Berchem (7/: Oude God)                        | Aflat integral în exploatare |
| 8     | Meir – Bank – Borsbeekpoort (8/: Gitschotel)                   | Preluat de tramvaiul 4 |
| 9     | Van Schoonbekeplein – Park – Berchem Statie                    | Nu mai este deservit (tramvaiul 9 folosește doar porțiunea dintre Plantin și Zurenborg)                                                         |
| 10    | Melkmarkt – Statie – Zoo – Borgerhout (10/: Deurne)            | Aflat integral în exploatare |
| 11    | Melkmarkt – Statie – Zoo – Dageraadplaats                      | Aflat integral în exploatare |
| 12    | Statie Waas – Justitiepaleis                                   | Nu mai este deservit |
| 13    | Zuid – Pyrotechnie – Petrooltanks                              | Nu mai este deservit (între 1929 și 1931 traseul era deservit și de troleibuze)                                                                 |

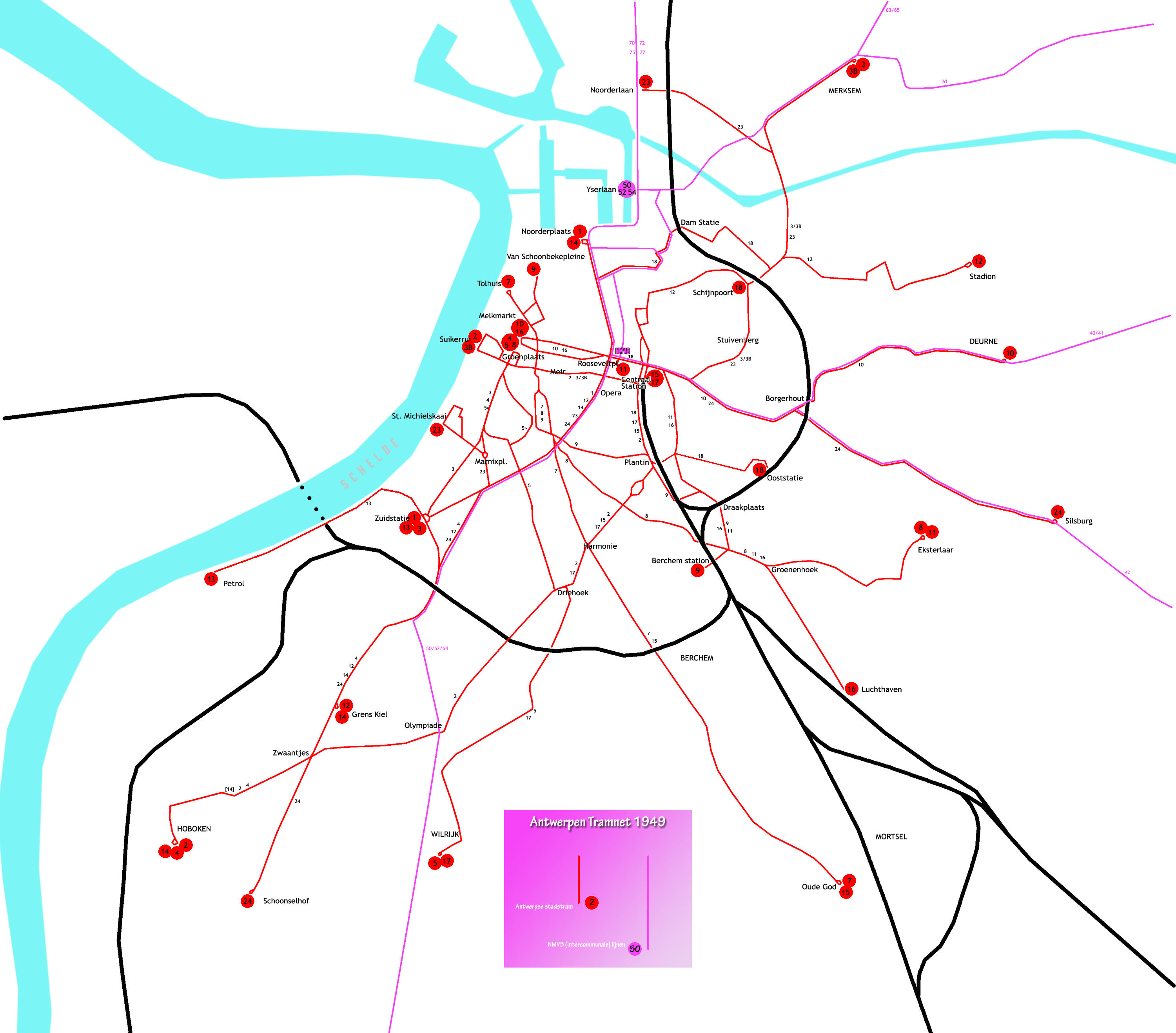
Rețeaua de tramvai din Antwerpen în 1949.

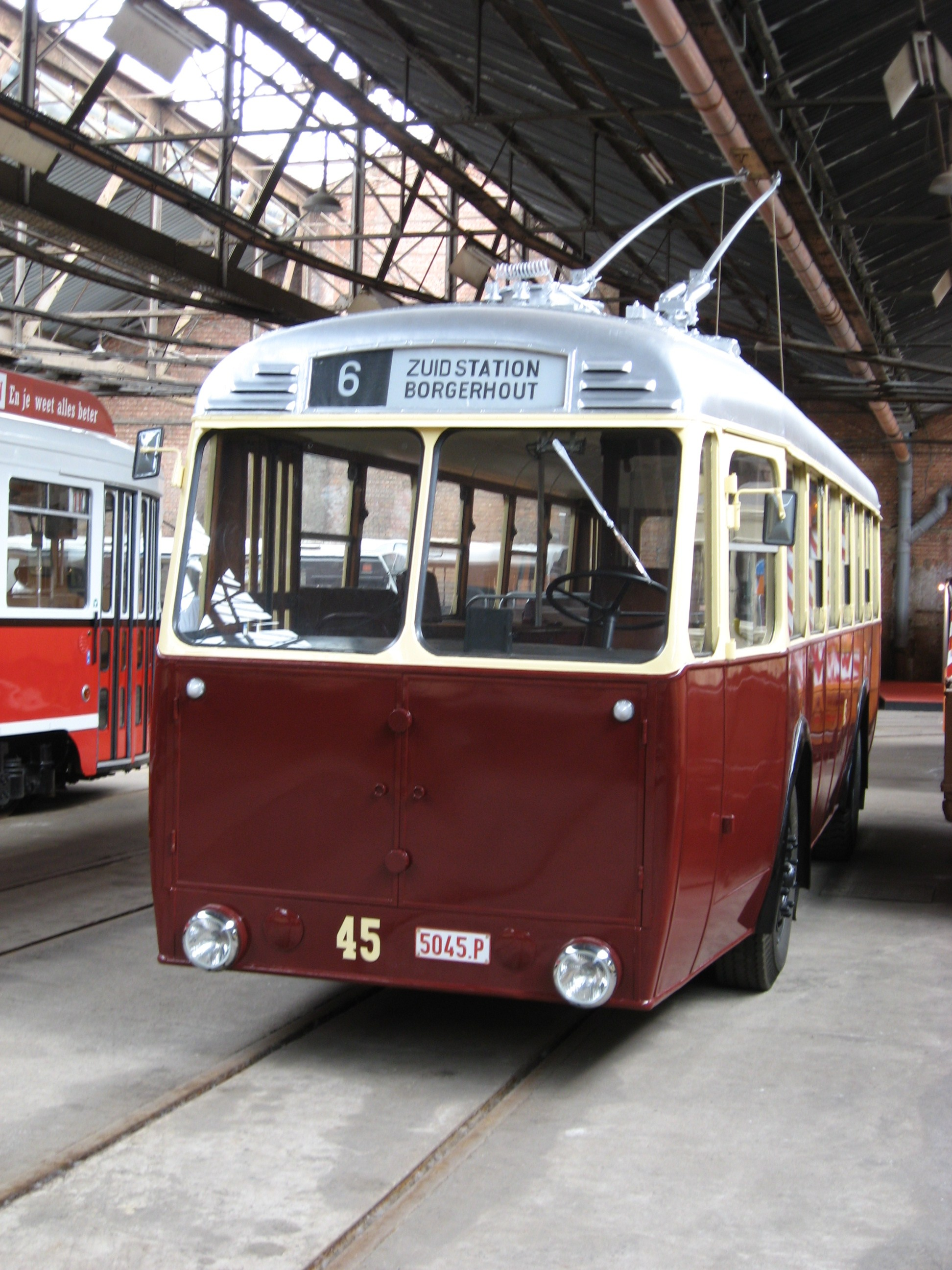
Troleibuzul 45 la Muzeul Flamand al Tramvaielor și Autobuzelor.

Ulterior companiei CGTA, rețeaua de tramvai din Antwerpen a fost exploatată de următoarele societăți:
- Începând din martie 1927: Tramways d'Anvers (T.A.) (Tramvaiele din Antwerpen).
- Începând de la 1 ianuarie 1946: Tramwegen van Antwerpen en Omgeving (T.A.O.) (Liniile de Tramvai din Antwerpen și Împrejurimi).
- Începând de la 1 ianuarie 1963: Maatschappij voor het Intercommunaal Vervoer te Antwerpen (MIVA) (Compania de Transport Interurban din Antwerpen).
- Începând de la 1 ianuarie 1991: Vlaamse Vervoermaatschappij "De Lijn" (Societatea de Transport Flamandă „Linia”).

După preluarea, îm 1946, a serviciului de către T.A.O., rețeaua din Antwerpen număra 18 linii de tramvai și două de troleibuz (6 și 31). Începând din anii 1950, la unele din liniile de tramvai s-a renunțat gradual, iar altele au fost transformate în linii de autobuz din cauza declinului numărului de călători. Astfel, liniile de tramvai 1, 5, 9, 13, 16, 17, 18 și 23 au fost suprimate între 1952 și 1965 și transformate în linii de autobuz care circulau adesea pe trasee schimbate și uneori mai lungi. De asemenea, au intrat în circulație noi servicii de autobuz, precum linia 20 spre Eksterlaar sau linia 28 către Merksem.
În 1975 a fost inaugurată prima secțiune din ramura vestică a premetroului, Groenplaats - Gara Antwerpen-Centraal. După contractarea rețelei din anii 1950 și 1960 și devierile temporare cauzate de lucrările din anii 1970 la sistemul de premetrou, în anii 1980 au apărut și primele extinderi limitate ale rețelei. Pe 3 septembrie 1982, linia 12 a fost prelungită de la Bosuilstadion către Piața Wim Saerens. Cei 1250 de metri de linie de tramvai suplimentară au fost primii construiți începând din 1944. Doi ani mai târziu, pe 7 noiembrie 1984, a fost realizată a doua extensie: linia 24 a fost prelungită cu 360 de metri de la intrarea în cimitirul Silsburg (actuala stație „Dassastraat”) până la intersecția străzii Herentalsebaan cu Calea Militară. În mod paradoxal, noul punct terminus al liniei a fost denumit tot „Silsburg”.
Pe 1 ianuarie 1991, serviciile de transport în comun din Antwerpen (MIVA), Gent (MIVG) și sucursala flamandă a NMVB au fost contopite într-o nouă companie, Vlaamse Vervoermaatschappij "De Lijn".

### Căile ferate vicinale (1885-1968)
Căile ferate vicinale ale Provinciei Antwerpen aveau, după trecerea, în 1920, la ecartamentul metric, același ecartament ca tramvaiele din oraș. De aceea, unele din trenurile vicinale foloseau pe anumite trasee aceleași linii ca și tramvaiele. Începând din 1935, calea ferată vicinală a fost extinsă până la Rooseveltplaats. Pe de Leien, Turnhoutsebaan și pe alte străzi circulau și trenuri vicinale. După prelungirea liniei 3 până la Keizershoek, trenurile vicinale rulau prin rezerva centrală situată între benzile de circulație auto.

#### Fostele linii de tramvai din Linkeroever
Începând cu 15 mai 1908, a început să circule un tramvai cu aburi al Căilor ferate vicinale ale Provinciei Antwerpen de la Vlaams Hoofd și până la Hamme, iar de la 1 februarie 1910 până la Baasrode. În Vlaams Hoofd era în funcțiune la acea vreme gara Antwerpen-Linkeroever, situată în locul în care în ziua de azi se află intrarea în tunelul pietonal Sint-Anna. Pe 1 septembrie 1931, calea ferată vicinală a fost electrificată până la Temse, iar în 1937 până la Hamme. În 1959, aceasta a fost prima linie vicinală din jurul orașului Antwerpen care a fost desființată. Tramvaiele actuale care, începând din 1990, circulă pe Blancefloerlaan, încă folosesc o mică porțiune din calea ferată vicinală H.
În anii 1930 exista și o linie de tramvai care conecta Vlaams Hoofd și Sint-Annastrand, numită tramvaiul Sint-Anna Express. Linia, având traseul pe strada Gloriantlaan, a fost desființată  în anii războiului. Ani mai târziu, pe acest traseu a circulat un trenuleț turistic.

### Troleibuzele (1929-1964)
Istoria orașului Antwerpen a cunoscut trei linii de troleibuz. Acestea au fost exploatate din 1929 și până în 1964. Linia 13 a fost una de probă pe traseul tramvaiului 13 (Zuid - Petroleum). Această linie a funcționat din 1929 și până în 1931, inițial în serviciu comun cu tramvaiele, ulterior doar serviciul de troleibuz.
Linia 31 a fost pusă în funcțiune în 1933, între Cheiul 204 și Podul Mexic. În 1935, serviciul a fost prelungit de la Podul Noorderlaan și până la Noorderplaats. În 1955, troleibuzele au fost înlocuite cu autobuze pentru ca linia să poată fi prelungită până la Piața Regina Astrid.
Linia 6 a fost lansată în 1938, între Gara Antwerpen-Sud și strada Gijselsstraat, de-a lungul cheiurilor și a străzii Brouwersvliet. Troleibuzele au înlocuit aici tramvaiul 6, care se bloca adesea pe străduțele înguste din nordul orașului și în traficul din zona cheiurilor portului. Linia a funcționat până pe 30 martie 1964, când a fost înlocuită cu un serviciu de autobuz.

### Premetroul (începând din 1975)

Rețeaua de premetrou din Antwerpen în 2015. Liniile roșii continue: în exploatare; liniile roșii punctate: tuneluri construite, dar neexploatate.

În anii 1960 a fost pus pe hârtie proiectul unei rețele de metrou în Antwerpen. Mai întâi, prin noile tuneluri și stații urmau să circule tramvaie, dar ulterior acestea urmau să fie transformate, la fel ca în cazul Bruxelles-ului, într-o rețea completă de metrou. Acest sistem este cunoscut sub numele de premetrou. Primul tunel de premetrou a fost deschis în 1975. El se întindea între piața Groenplaats și Keyserlei, și era deservit de stațiile Groenplaats, Meir și Opera. În 1980, tunelul a fost prelungit până la bulevardul Belgiëlei, adăugându-i-se și stațiile Plantin și Diamant. 
Cel mai important moment pentru transportul subteran de călători s-a ivit odată cu construcția unui tunel pe sub fluviul Schelde către cartierul Linkeroever, în 1990. De atunci, mulți vizitatori ai centrului orașului Antwerpen își parchează mașinile în parcările spațioase din Linkeroever și folosesc tramvaiul pentru a ajunge în centru. În 1996 a fost inaugurat tunelul care pornește de la stația Opera, traversează stațiile Astrid, Elisabeth și Handel, și continuă până la Schijnpoort și Sport. Tunelul a fost inițial destinat liniei de tramvai 3. În 2007 a fost dat în folosință și tunelul dintre stațiile Diamant și Astrid, fiind tranzitat de tramvaiele liniei 6. 
Din motive diverse, o porțiune semnificativă a tunelurilor a fost abandonată în anii 1980 la stadiul de construcție la roșu, spre exemplu tunelurile de sub străzile Turnhoutsebaan și de Kerkstraat. Planurile pentru transformarea ulterioară a rețelei într-una de metrou au fost abandonate și ele din lipsă de fonduri, iar multe din stații au fost subdimensionate pentru economie și nu au lungimea necesară pentru a găzdui garnituri de metrou. În 2013 s-a reluat totuși construcția tunelului de sub Turnhoutsebaan, denumit Reuzenpijp. El a fost definitivat în 2015 și inaugurat prin punerea în funcțiune a liniei de tramvai 8. 
Între 1 septembrie 2016 și sfârșitul lunii septembrie 2018, stația de premetrou Opera va fi închisă pentru a permite construcția unei stații de intersecție a două magistrale.
Joi, 1 iunie 2017, va fi inaugurată rampa de acces la suprafață de pe strada Frankrijklei, făcând astfel posibil ca prin Tunelul Reuzenpijp să circule și tramvaiul 10, în paralel cu tramvaiul 8. Începând cu 1 septembrie 2017, tramvaiul 10 va ajunge până în piața Foorplein circulând prin Reuzenpijp.

### Noi extinderi (începând din 2002)

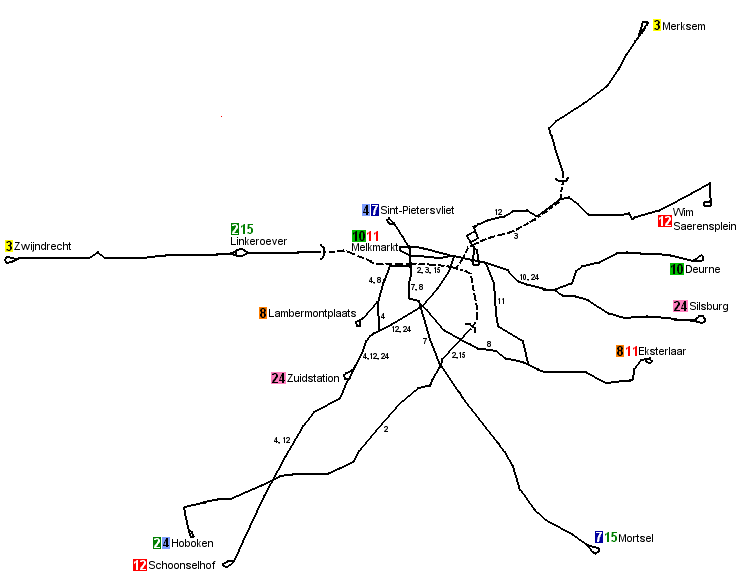
Rețeaua de tramvai din Antwerpen între 2002 și 2006.

Linia 3 a fost prelungită de două ori în 2002. Sâmbătă, 16 februarie 2002, a fost inaugurată o porțiune de 4,3 km lungime între Antwerpen-Linkeroever și Zwijndrecht-Melsele. Pe 28 august 2002, linia 3 a fost extinsă cu încă 1,6 km de la Merksem spre Keizershoek. În ambele stații terminus există parcări P+R gratuite și spațioase.
Pe 4 martie 2006 a fost pus în funcțiune un nou serviciu de tramvai, linia 5. De atunci, tramvaiele acestei linii circulă între stația „Wim Saerensplein” din Deurne și parcarea P+R de pe strada Katwilgweg din Linkeroever. Pe porțiunea de traseu dintre Sportpaleis și Linkeroever tramvaiele rulează prin tunelurile premetroului. Astfel, în martie 2006, Antwerpen avea 11 linii de tramvai, din care patru în premetrou. Aceste schimbări au afectat și liniile 12 și 24. Traseul liniei 12 a fost scurtat: tramvaiele circulă acum între Sportpaleis și bucla de pe strada Montignystraat (la Gara de Sud), fostul punct terminus al liniei 24, în timp ce linia 24 a preluat traseul liniei 12 către cimitirul Schoonselhof din Hoboken.
Pe 29 aprilie 2006 a fost inaugurat un nou traseu de-a lungul Amerikalei, până la noul punct terminus de la Bolivarplaats, situat în fața noului Palat de Justiție. Acest punct terminus este deservit de linia 12, care nu mai circulă pe strada Brederodestraat. Stația nu este una nouă: până în 1965, ea era folosită de liniile 1 și 3, dar pe atunci în acel loc se găsea Gara Antwerpen-Sud.
Pe 2 mai 2007, linia 8 a fost și ea extinsă de la Piața Lambermont până la punctul terminus de la Bolivarplaats.
Pe 27 octombrie 2007, rețeaua a fost extinsă pe linia 6 între cartierele Luchtbal (stația „Metropolis”) și Kiel (stația „Olympiadepoort”). Nu a fost construită infrastructură nouă pentru tramvaiele acestei linii, deoarece aceastea circulă pe șine existente, în paralel cu alte linii. Doar porțiunea de pe strada Groenendaallaan a fost inițial în serviciu pentru a permite accesul tramvaielor înspre și dinspre autogara „Punt aan de Lijn”. Între stațiile Sport și Plantin, tramvaiele liniei 6 folosesc tunelurile premetroului, ceea ce face ca aceasta să devină a 12-a linie de tramvai și a cincea în premetrou din Antwerpen.
Începând de vineri, 15 mai 2009, linia 8 urmează străzile de Dascottelei și de Herentalsebaan către cimitirul Silsburg din Deurne, fiind extinsă până la stația terminus a liniei 24. Trei ani mai târziu, în 2012, traseul liniei 8 până la cimitirul Silsburg a fost preluat linia 4.

#### Brabo I (2009-2012)
Extinderea rețelei de tramvai către Wijnegem și Boechout prevăzută în Masterplanul 2020, precum și construcția unui nou depou de tramvaie în Deurne, au fost stipulate în proiectul de parteneriat public-privat Brabo I.
La sfârșitul lui 2009 au început lucrările la o nouă linie de tramvai spre Wijnegem, dar în mai 2011 au fost suspendate printr-o decizie a Consiliului de Stat, ca urmare a unei plângeri a locuitorilor din zonă care reclamau faptul că perturbarea traficului local din cauza schimbării geometriei tramei stradale fusese insuficient studiată. La începutul lui iunie 2011 totuși, lucrările au fost parțial reluate după ce organismul BAM, responsabil cu implementarea Masterplanului 2020, a ajuns la o înțelegere cu biroul de urbanism.
Pe 14 aprilie 2012 noul traseu a fost inaugurat, iar liniile 5 și 10 au fost prelungite până la Wijnegem Fortveld, aproape de centru. Într-o a doua fază este prevăzută o nouă extensie, până la granița administrativă a comunelor Wijnegem și Schilde, acolo unde strada Houtlaan intersectează vechea Turnhoutsebaan, dar această extensie va presupune realizarea unui nou pod peste Canalul Albert. În plus față de prelungirea liniilor de tramvai s-a realizat și noul depou din Deurne, în apropierea Wijnegem Shopping Center, pe terenul pe care era situat anterior serviciul de reparații stradale. Astfel, rețeaua de tramvai din Antwerpen a ajuns să dispună de trei depouri, primele două fiind „Punt aan de Lijn” din cartierul Luchtbal și „Zwaantjes” din Hoboken.
Pe 13 august 2012, linia 15 a fost prelungită până la Boechout. Stația terminus este acum o buclă de întoarcere situată la intersecția străzilor Liersesteenweg și Borsbeeksesteenweg.

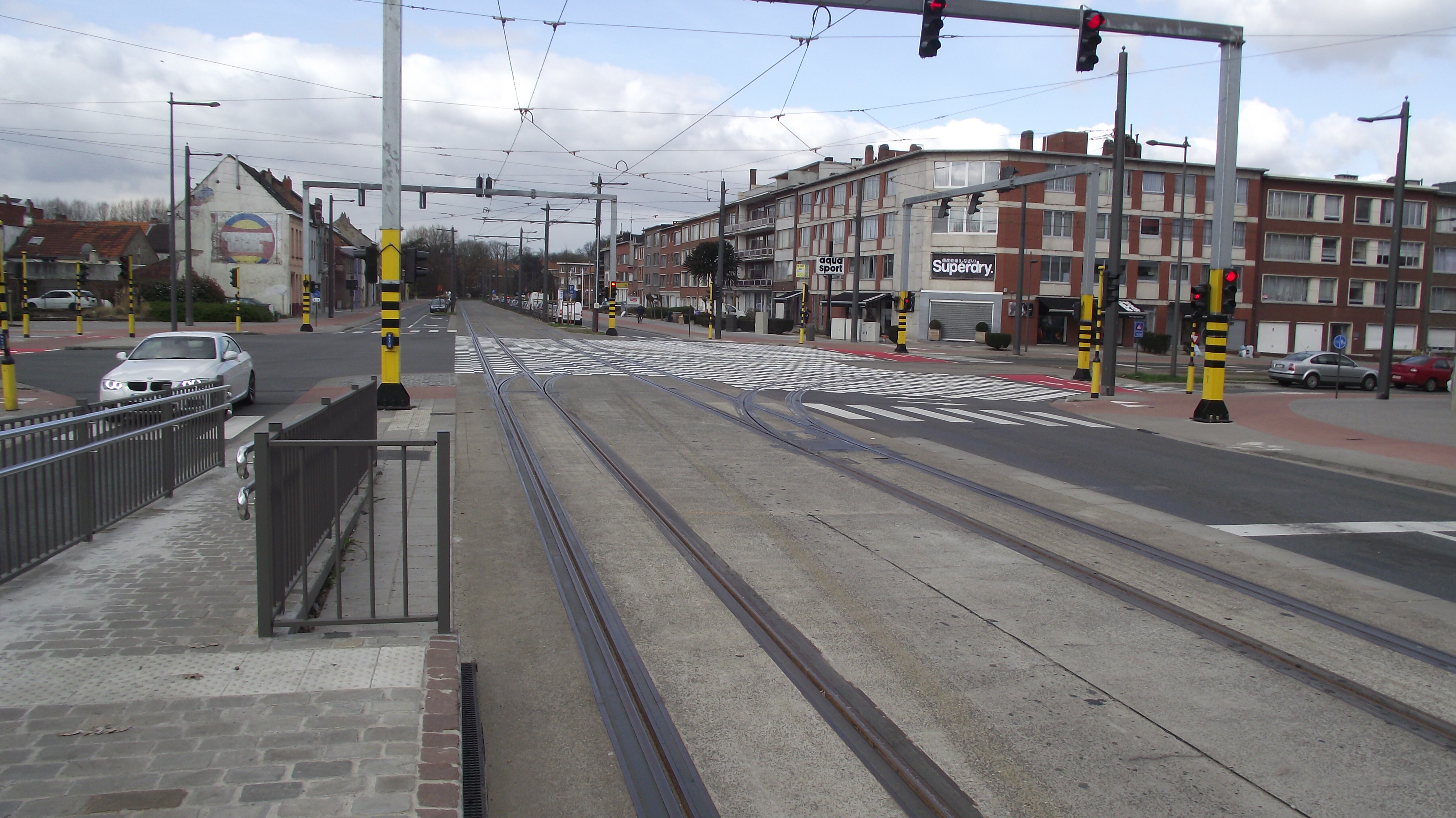
Intersecția în triunghi de la stația „Ruggeveld”, unde liniile 5 și 10 intră pe traseu comun.
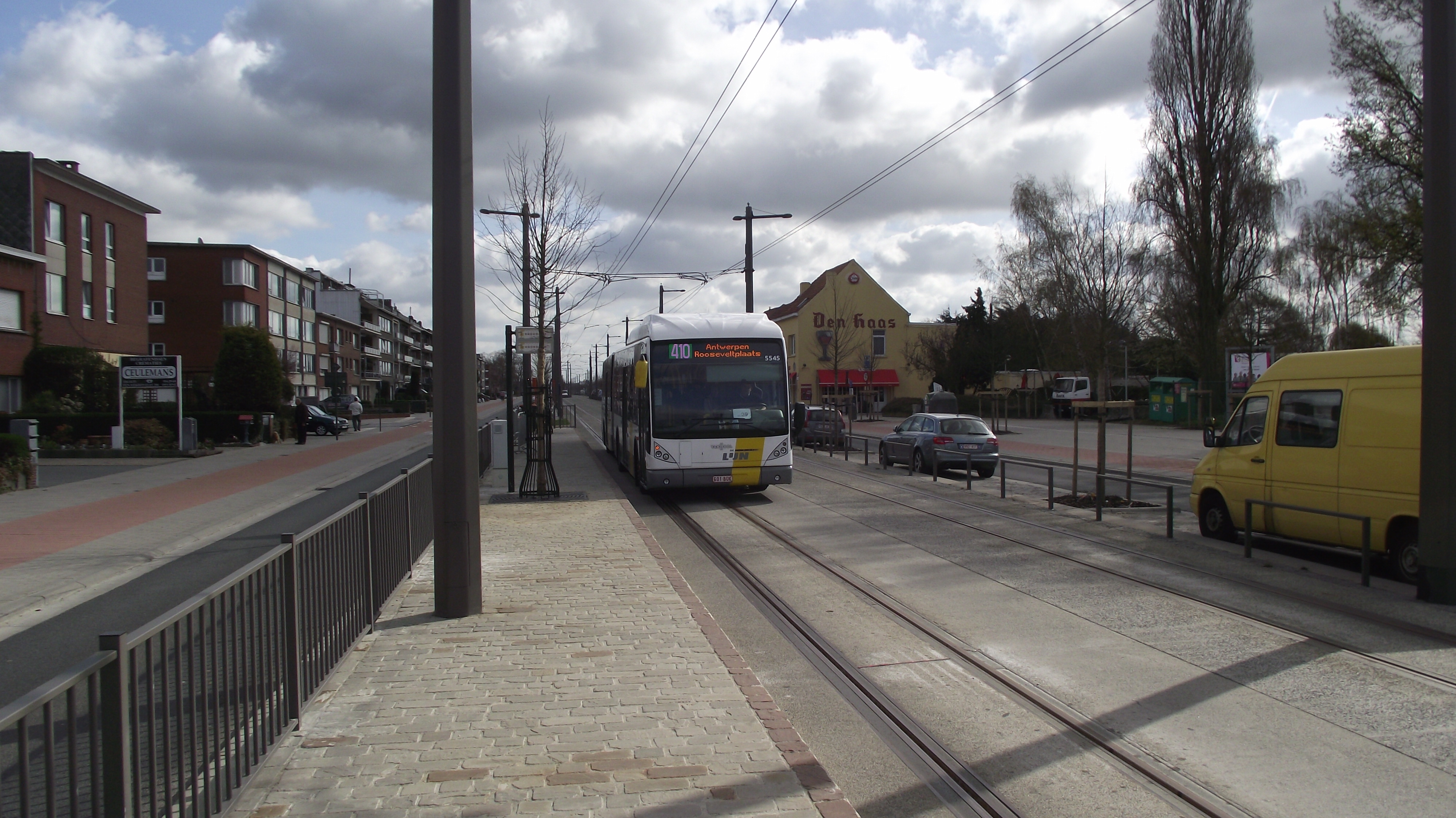
Noua oprire „Ruggeveld” pe vremea când era folosită doar ca stație de autobuz.
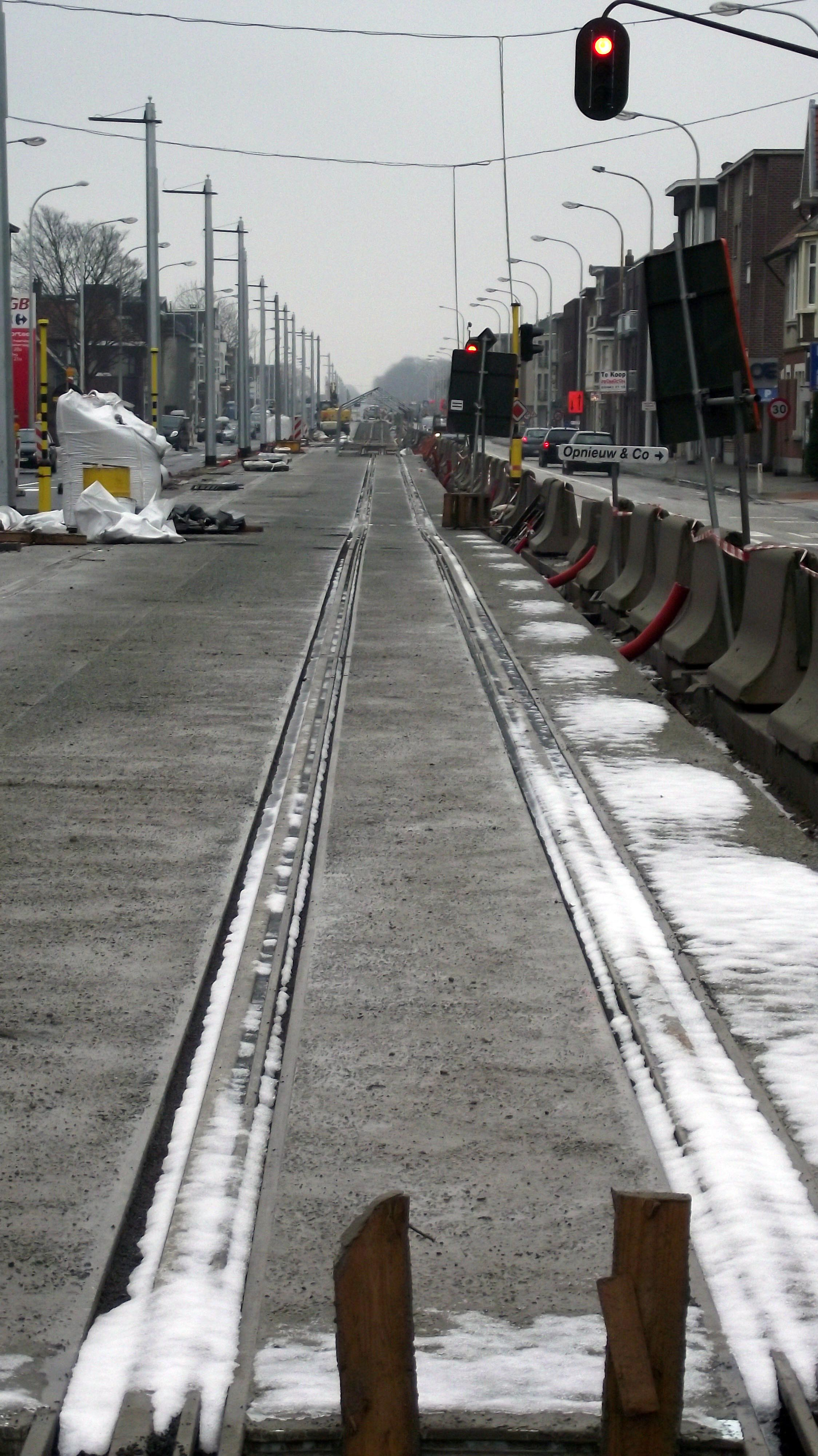
Prelungirea de la Mortsel la Boechout. Imagine de pe strada Liersesteenweg (decembrie 2010).
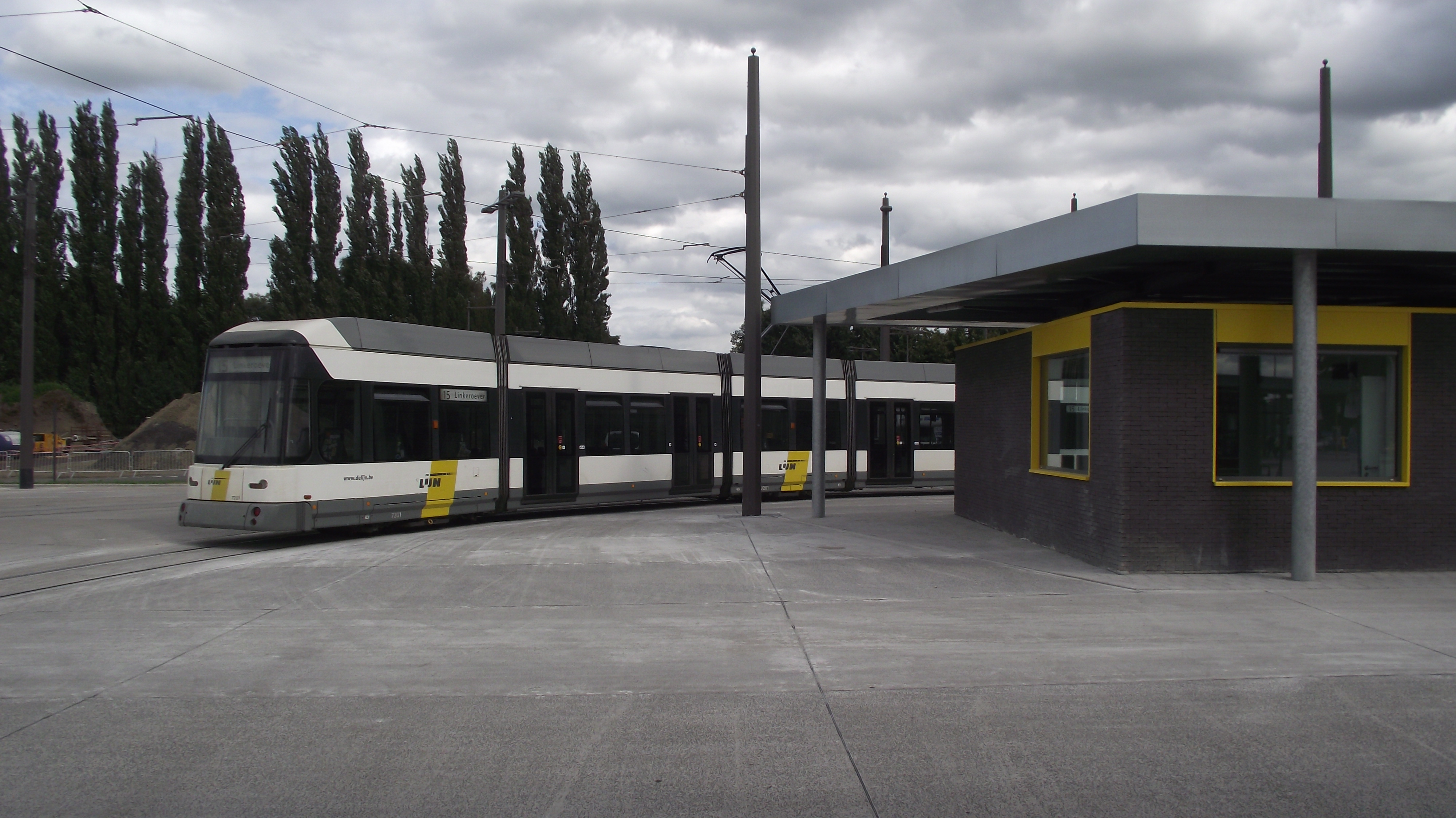
Noua buclă terminală din Boechout.

Pe 31 august 2012, înainte de modificările de la 1 septembrie, rețeaua de tramvai din Antwerpen era alcătuită din următoarele linii*:
| Linie | Traseu                                                   | Lungime | Durată** | Viteză medie** | Călători** (2000) | Călători** (2005) | Călători*** (2010) |
| ----- | -------------------------------------------------------- | ------- | -------- | -------------- | ----------------- | ----------------- | ------------------ |
| 2     | Linkeroever (P&R) – Hoboken (Kioskplaats)                | 12,4 km | 38 min   | 20 km/h        | 6,07 mil.         | 10,27 mil.        | 12,8 mil.          |
| 3     | Zwijndrecht (Melsele Krijgsbaan) – Merksem (Keizershoek) | 14,5 km | 40 min   | 22 km/h        | 4,59 mil.         | 23,9 mil.         | 31,4 mil.          |
| 4     | Sint Pietersvliet – Hoboken (Kioskplaats)                | 7,6 km  | 31 min   | 15 km/h        | 2,23 mil.         | 3,89 mil.         | 4,7 mil.           |
| 5     | Wijnegem – Linkeroever (P&R)                             | 13,5 km | 37 min   | 26 km/h        | lipsă date        | lipsă date        | 9,8 mil. ****      |
| 6     | Metropolis – Olympiade                                   | 9,7 km  | 35 min   | 17 km/h        | lipsă date        | lipsă date        | 6,3 mil. ****      |
| 7     | Sint Pietersvliet – Mortsel (Gemeenteplein)              | 7,7 km  | 28 min   | 17 km/h        | 2,56 mil.         | 4,3 mil.          | 6,5 mil.           |
| 8     | Bolivarplaats – Deurne (Silsburg)                        | 7,6 km  | 31 min   | 15 km/h        | 3,01 mil.         | 5,89 mil.         | 8.9 mil. ****      |
| 10    | Melkmarkt – Wijnegem                                     | 8,7 km  | 30 min   | 17 km/h        | 2,78 mil.         | 4,32 mil.         | 5,1 mil.           |
| 11    | Melkmarkt – Deurne (Eksterlaar)                          | 6,1 km  | 27 min   | 14 km/h        | 2,74 mil.         | 4,25 mil.         | 5,3 mil.           |
| 12    | Sportpaleis – Bolivarplaats                              | 5,8 km  | 26 min   | 13 km/h        | 4,71 mil.         | 7,79mil.          | 4,2 mil. ****      |
| 15    | Linkeroever (P&R) – Boechout (P&R Capenberg)             | 11 km   | 39 min   | 20 km/h        | 5,39 mil.         | 9,68 mil.         | 13,1 mil.          |
| 24    | Hoboken (Schoonselhof) – Deurne (Silsburg)               | 12 km   | 50 min   | 15 km/h        | 3,52 mil.         | 5,53 mil.         | 11,9 mil. ****     |

* Liniile 2, 3, 5, 6 și 15 foloseau tunelurile premetroului din zona centrală și, cu excepția liniei 6, inclusiv tunelul pe sub Schelde spre cartierul Linkeroever.

** Durata și viteza medie sunt calculate conform orarului de funcționare. Numărul de călători conform cifrelor publicate de municipalitatea Antwerpen (vezi legăturile externe).

*** Vezi legăturile externe. Tramvaiele din Antwerpen au transportat în 2010 120 milioane de pasageri.

**** Trasee schimbate comparativ cu 2005.

#### Reorganizarea rețelei pe 1 septembrie 2012

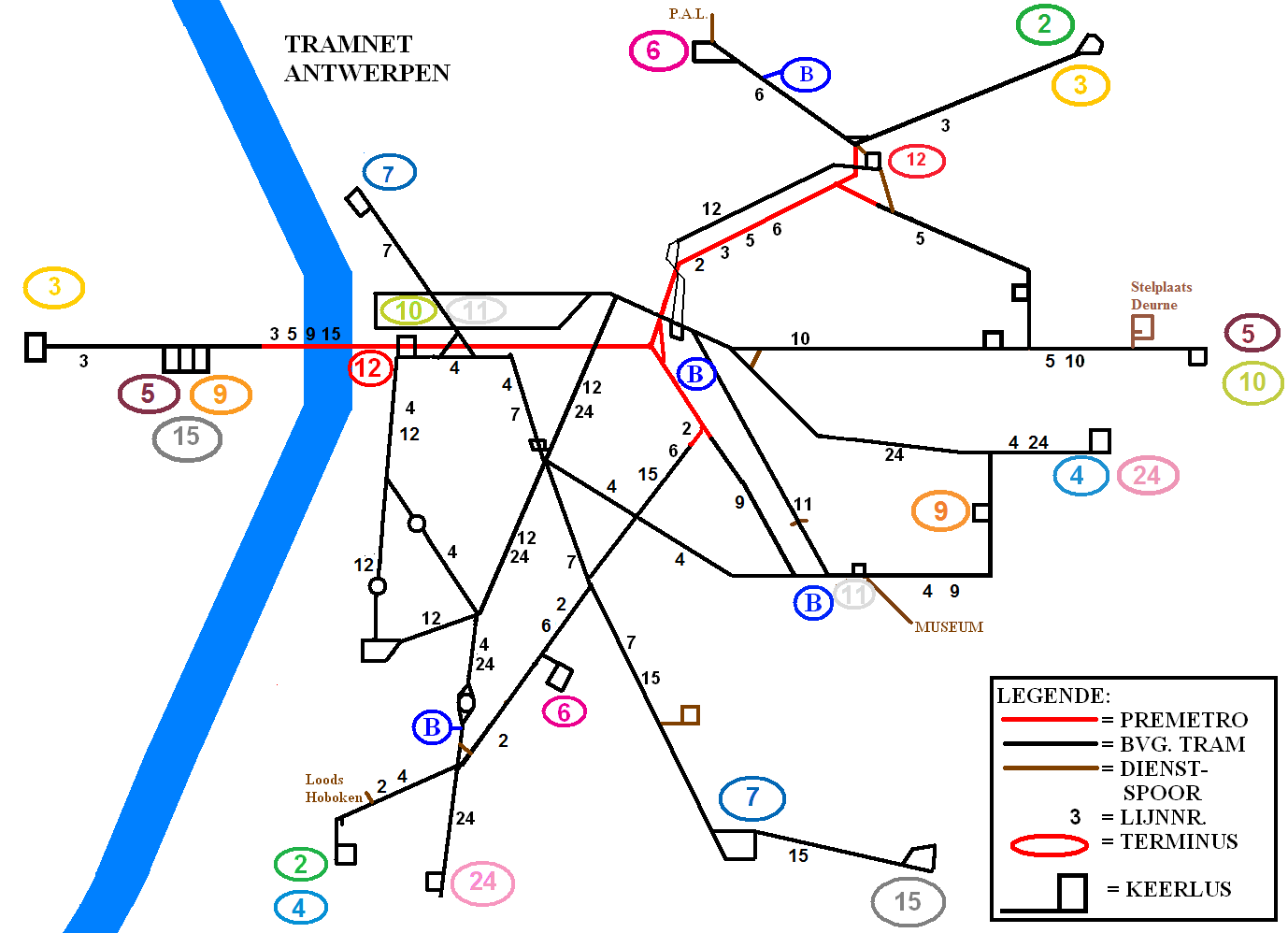
Rețeaua de tramvai din Antwerpen în 2013.

Pe 1 septembrie 2012, diverse linii au fost prelungite, unite sau eliminate. A fost înființat și un traseu nou, linia 9. Aceasta folosea itinerarul prin tunel al liniei 11, iar linia 11 a fost scurtată până la gara Berchem. Liniile scurtate 4 (Hoboken - Marnixplaats) și 8 (Groenplaats – Silsburg) au primit același număr 4, în așteptarea unirii lor într-una singură, în 2013. Linia 2 nu mai ajungea în Linkeroever ci în Merksem. Prin triunghiul subteran de tuneluri de la Gara Centrală circulau de acum tramvaiele a câte două linii pe fiecare latură, iar prin tunelurile adiacente tunelurilor tramvaiele a patru linii.
A fost efectuată și o reorganizare a liniilor regionale care a făcut ca autobuzele circulând dinspre zona metropolitană de sud a Antwerpenului (Lier, Boechout, etc.) să se conecteze cu liniile de tramvai 7 și 15 la Gara Berchem, și nu în autogara centrală din Rooseveltplaats, precum anterior. Acest lucru a dus la eliminarea circulației autobuzelor de pe traseul comun cu liniile de tramvai 7 și 15. Liniile regionale 640, 642 și 650 au primit trasee diferite prin Merksem, astfel încât au încetat să mai circule pe traseele tramvaielor de pe strada Bredabaan. Doar autobuzele dinspre Schoten încă mai circulă pe vechiul lor traseu de pe Bredabaan până în Piața Roosevelt.
| Linie | Traseu                                                       | Lungime | Durată* | Viteză medie* |
| ----- | ------------------------------------------------------------ | ------- | ------- | ------------- |
| 2     | Merksem (Keizershoek P+R) – Hoboken (Kioskplaats)            | 14,2 km | 48 min  | 18 km/h       |
| 3     | Zwijndrecht (Melsele Krijgsbaan) – Merksem (Keizershoek P+R) | 14,2 km | 38 min  | 22 km/h       |
| 4     | Hoboken (Kioskplaats) – Silsburg                             | 14,6 km | 62 min  | 14 km/h       |
| 5     | Wijnegem – Linkeroever (P+R)                                 | 13,5 km | 39 min  | 21 km/h       |
| 6     | Metropolis – Olympiade                                       | 10,2 km | 34 min  | 18 km/h       |
| 7     | Sint Pietersvliet – Mortsel (Gemeenteplein)                  | 7,7 km  | 29 min  | 16 km/h       |
| 9     | Linkeroever (P+R) – Deurne (Eksterlaar)                      | 9 km    | 25 min  | 22 km/h       |
| 10    | Melkmarkt – Wijnegem                                         | 8,5 km  | 30 min  | 17 km/h       |
| 11    | Melkmarkt – Gara Berchem                                     | 4,2 km  | 19 min  | 13 km/h       |
| 12    | Sportpaleis – Zuid                                           | 5,9 km  | 26 min  | 14 km/h       |
| 15    | Linkeroever (P+R) – Boechout (P+R Capenberg)                 | 13,9 km | 44 min  | 19 km/h       |
| 24    | Hoboken (Schoonselhof) – Deurne (Silsburg)                   | 12,3 km | 48 min  | 15 km/h       |

** Durata și viteza medie sunt calculate conform orarului de funcționare.

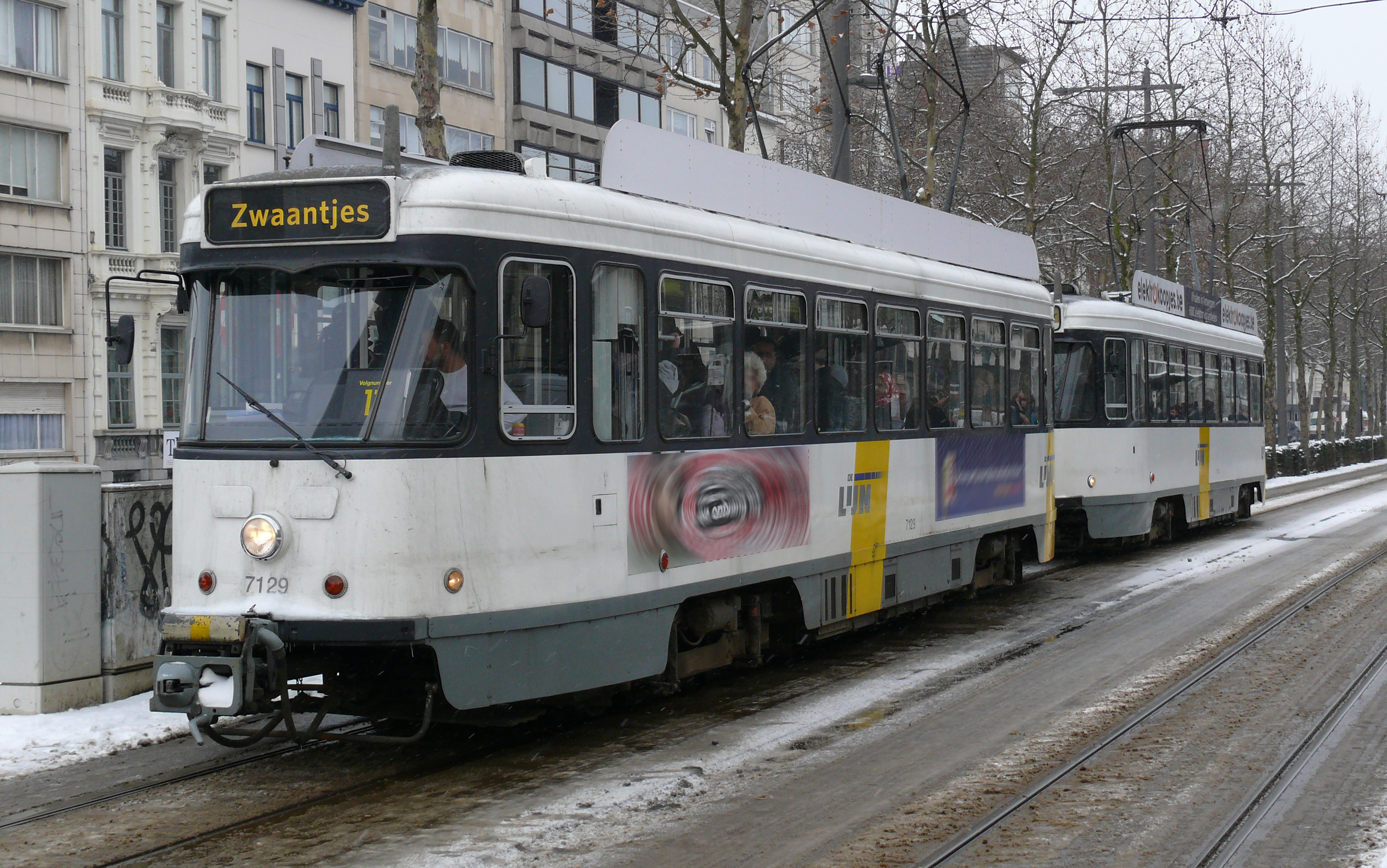
Un tramvai PCC rulând către depoul Zwaantjes din Hoboken.

Tramvaiele al căror număr era marcat cu litere galbene pe fond negru rulau până la un depou sau o buclă de întoarcere. Pasagerii puteau călători până la ultima stație dinainte de depou.

#### Linia 4 în timpul lucrărilor la Strada Națională
Începând din 2 mai 2012, circulația tramvaielor pe Strada Națională (Nationalestraat) a fost întreruptă pentru efectuarea unor lucrări de modernizare a tramei stradale. Liniile 4 și 8 au fost scurtate în consecință până la piețele Marnixplaats, respectiv Groenplaats. Din cauza lucrărilor, linia 4 nu a putut urma în totalitate traseul prevăzut în noul plan al rețelei intrat în vigoare pe 1 septembrie 2012. Pentru a face față situației, compania De Lijn a decis ca tramvaiele liniei 4 să circule pe două porțiuni distincte: o linie 4 de sud (Hoboken - Marnixplaats) și o linie 4 de vest (Groenplaats – Silsburg).
Pe 9 februarie 2013, cele două porțiuni de traseu au fost unite via un ocol prin De Leien și pe la Banca Națională, întregindu-se traseul liniei 4 între Hoboken și Silsburg. Până la finalizarea Străzii Naționale fiecare direcție de mers a urmat un traseu propriu: tramvaiele spre Silsburg făceau un ocol prin Groenplaats, în timp ce tramvaiele spre Hoboken circulau direct de la Banca Națională prin De Leien.
Din 30 martie 2013, tramvaiele liniei 4 au început din nou să circule pe Strada Națională. Linia 12 a fost prelungită temporar de la Bolivarplaats până la Groenplaats, dar, pentru a respecta precizia rețelei de tramvai, a fost din nou, pe 6 mai 2013, scurtată până în piața Lambermontplaats. Din acest motiv, din mai 2013 și până în decembrie 2014, timp de 19 luni, nici un tramvai nu a circulat între Lambermontplaats și strada Kronenburgstraat.
În 2014 s-a început construcția unei linii de tramvai pe strada Brusselstraat. La sfârșitul lucrărilor, începând din 6 decembrie 2014, tramvaiele liniei 4 au circulat pe noul traseu pentru a conecta Bolivarplaats cu strada Kronenburgstraat. În consecință, linia 12 a fost, din 30 martie 2013, scurtată din nou până la Bolivarplaats.

#### Planul Pegasus / LIVAN I (2013-2015)
Principala componentă din Antwerpen a Planului Pegasus dezvoltat de De Lijn în Flandra a fost punerea în funcțiune a Rozenpijp, tunelul de premetrou nefolosit construit pe sub strada Turnhoutsebaan către Borgerhout. Cu ajutorul unei rampe de acces în subteran construită pe strada Herentalsebaan, tunelul permite o conexiune în Deurne cu traseul actual al liniei 24 de la suprafață. Prin Reuzenpijp a fost pusă în funcțiune o linie nouă de tramvai, numerotată 8. Noua linie a fost extinsă de la stația Florent Pauwels până la sensul giratoriu, respectiv parcarea P+R Wommelgem. Traseul de la suprafață al liniei 24 de pe Turnhoutsebaan a fost păstrat pentru deservirea acestei artere aglomerate, deoarece în subteran, conform Planului Pegasus, doar stația de premetrou Zegel a fost pusă în funcțiune. Acest lucru a transformat linia 8 într-una de tramvai rapid. Începând din 2018, la suprafață vor circula și tramvaiele liniei 10. 
Lucrările pentru traseul subteran al liniei 8 au început în 2013 și au fost finalizate în septembrie 2014. După o perioadă de probă, tramvaiele acestei linii au început să circule prin tunel pe 18 aprilie 2015. Acestea vor circula într-o primă fază între sensul giratoriu Wommelgem și bucla de întoarcere de sub Rooseveltplaats. În vara anului 2017 este prevăzută și finalizarea rampei de ieșire din tunelul Reuzenpijp de pe strada Frankrijklei. Autobuzele interurbane 420, 421, 422 și 423 ale De Lijn nu vor mai ajunge până în Piața Franklin Roosevelt, ci vor avea stația terminus în fața gării Antwerpen-Berchem.

## Planuri de viitor

#### Brabo II (2014-2018)

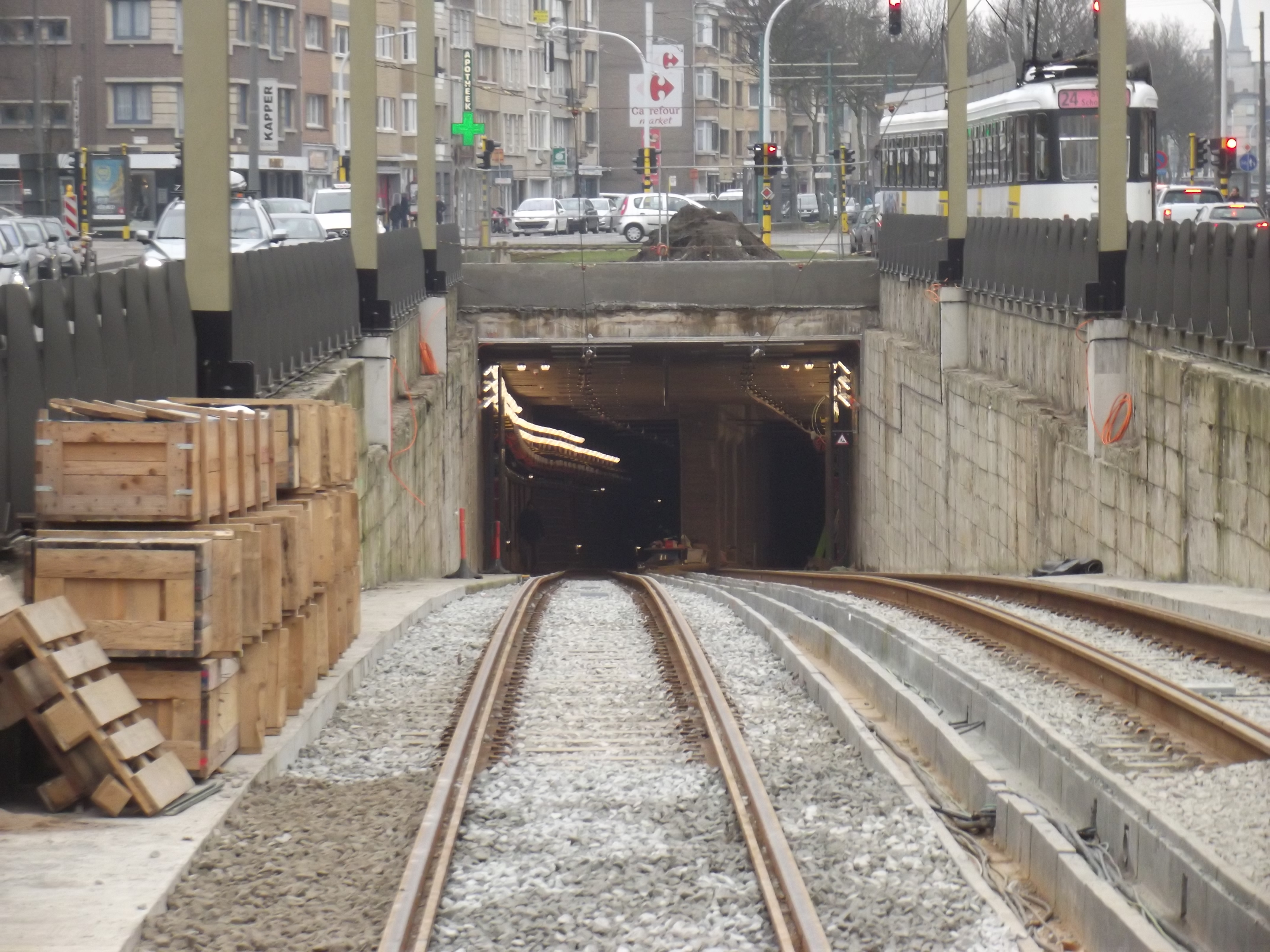
Intrare în tunelul de premetrou Reuzenpijp în februarie 2015.

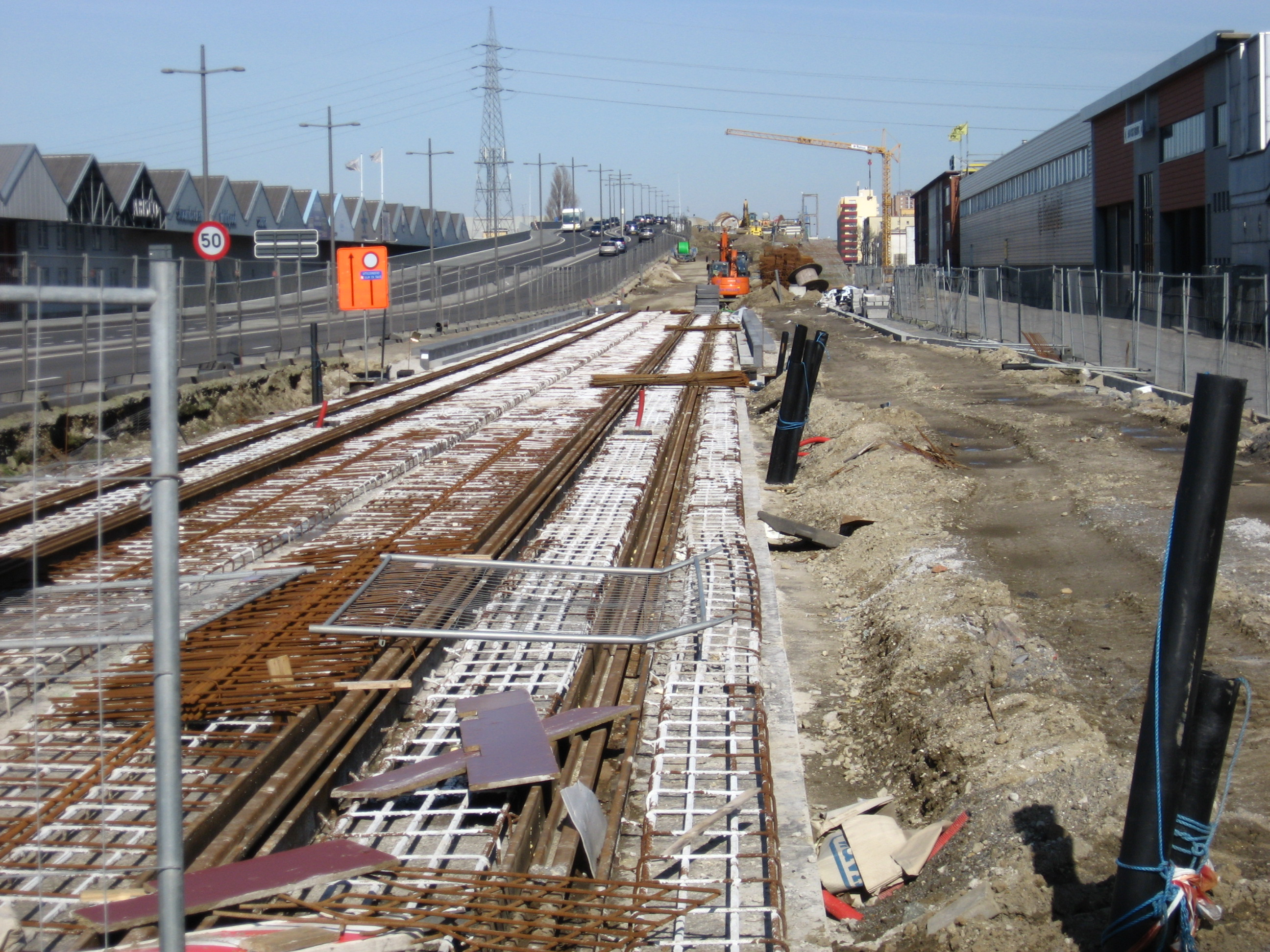
Linii de tramvai în construcție pe Podul Noorderlaan.

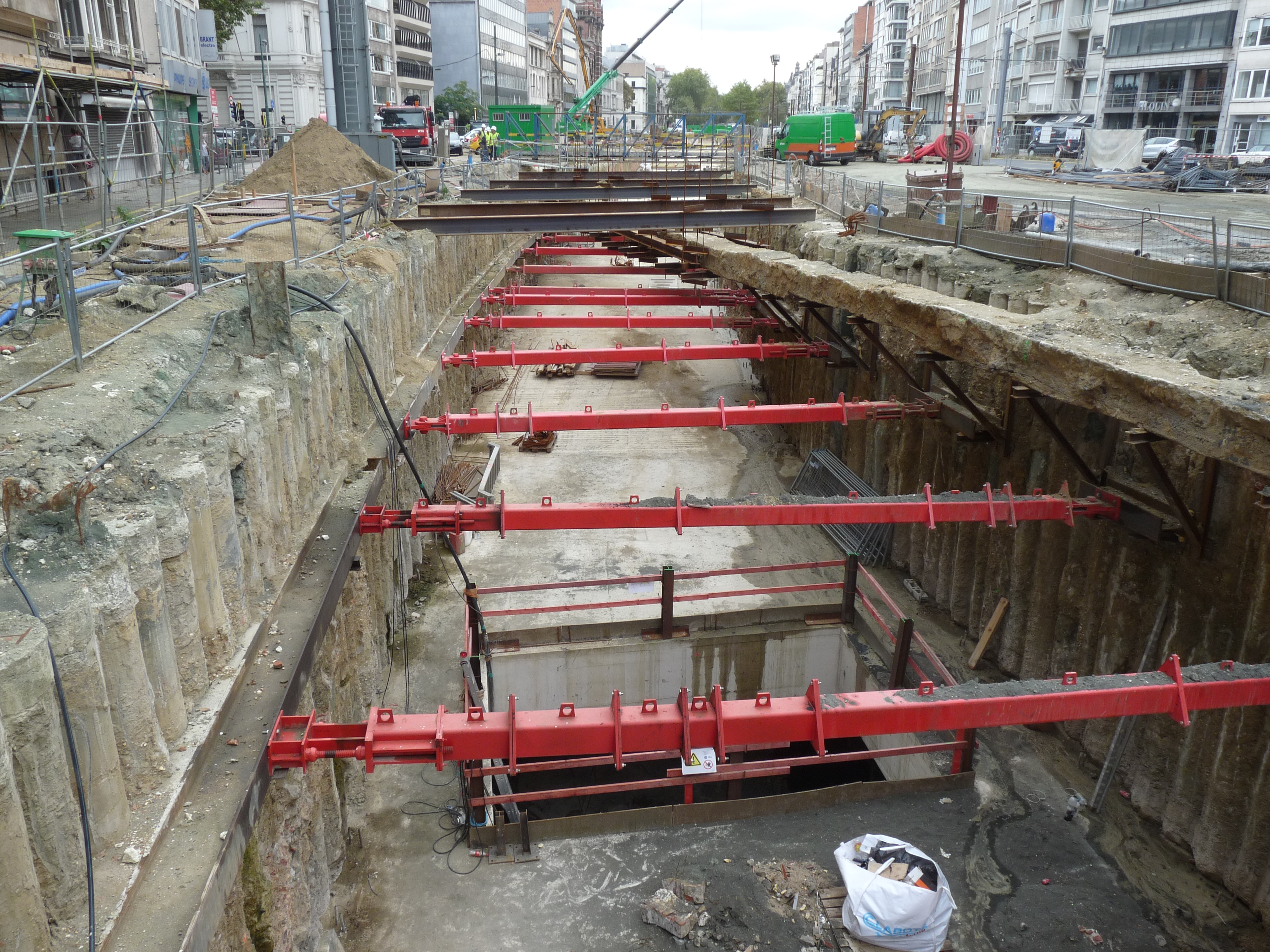
Lucrări de prelungire a tunelului de premetrou pe bulevardul Frankrijklei. Tramvaiele vor circula la suprafață între Maria Theresialei și biserica de pe Frankrijklei.

Următoarele extensii ale rețelei au fost stabilite prin proiectul Brabo II, a cărei execuție este prevăzută între 2014 și 2018.
Realizat:
- 2014: Tramvaiul 4 pe strada Brusselstraat (între Gara de Sud și Piața Bolivar),[27] în serviciu începând cu 6 decembrie 2014.

În execuție:
- 2015-2017: Completarea traseului Sint-Pietersvliet - Rijnkaai – Căpitănia portului.[28] Începând din 1 aprilie 2017, tramvaiul 7 va ajunge până pe strada Bataviastraat.
- 2016-2018: Reconstrucția bulevardelor De Leien de nord, proiect ce cuprinde adăugarea unui traseu dedicat pentru tramvaiul 1, separat de benzile de circulație auto. Porțiunea de pe strada Frankrijklei a fost finalizată în martie 2016 și va fi dată în folosință pe 1 iunie 2017.
- 2016-2019: Linie de tramvai către strada Havanastraat (tramvaiele 1 și 6) și tramvai către cartierul Eilandje (tramvaiul 7). Tramvaiul 6 va circula până pe Havanastraat de la 1 martie 2017.

Inițial, construcția unei linii de tramvai către cartierul Leugenberg din Ekeren era plănuită pentru 2007-2012. Deoarece nu s-a putut ajunge la un consens cu privire la traseul tramvaiului în zona centrală a districtului Ekeren, traseul a fost executat până la „De Mieren”, chiar înainte de centrul Ekerenului, iar o viitoare extensie către Eilandje a fost prevăzută în proiect. Au fost construite linii de tramvai de la Sint-Pietersvliet, de-a lungul cheiului Rijnkaai Sud și străzii Londen- en Amsterdamstraat, până la Noorderplaats, cu o ramură pe cheiurile Kattendijkdok-Oostkaai către noul sediu al Căpităniei portului. În 2010 au fost montate șinele pe noul pod Noorderlaanbrug.
În 2013, după o plângere a noii conduceri a districtului Ekeren, a fost abandonat traseul Havanastraat-De Mieren. 
La sfârșitul anului 2013 au fost prezentate oficial planurile de amenajare a Pieței Operei și modernizare a bulevardelor De Leien de nord. Pe 24 februarie 2014 au început lucrările de relocare a utilităților, iar la sfârșitul aceluiași an lucrările propriu-zise.
Începând cu 1 martie 2017, linia 6 va circula până la parcarea P+R Luchtbal de pe strada Havanastraat. Din cauza lucrărilor la podul Turnhoutsebrug, tramvaiele liniei 10 vor face, timp de șase luni (1 martie-1 septembrie 2017), un ocol via Ruggeveldlaan și Herentalsebaan, și nu vor mai deservi centrul districtului Deurne. Din 1 aprilie 2017, tramvaiele liniei 7 vor circula până la Museum aan de Stroom din Eilandje. Pe 1 iunie 2017, noua linie de tramvai de pe bulevardul Frankrijklei va fi pusă în funcțiune și va urma tunelul din Piața Operei, în timp ce la suprafață nu va mai putea circula nici un tramvai. Tramvaiul 8 va circula de la stația de premetrou Astrid, via bulevardele De Leien, către Piața Bolivar și Gara de Sud. Tramvaiul 10 va circula începând din strada Herentalsebaan, via premetrou, tot de la stația Astrid și de-a lungul De Leien, Brederodestraat și Kiel, până la Schoonselhof, unde va înlocui fosta linie 24. Tramvaiele 12 și 24 vor circula de la Piața Regina Astrid către Piața de lapte. Pe 1 septembrie 2017, tramvaiele liniei 10 vor rula din nou prin centrul districtului Deurne și vor intra în tunelul premetroului prin rampa de acces în subteran din Piața Foorplein. Din 15 ianuarie 2018, linia 7 a fost prelungită de la Eilandje, via Londenstraat și bulevardele De Leien de nord, până la cazarma Luchtbal, așa-numita stație Havanasite. În 2019, tramvaiul 1 va ajunge până la parcarea P+R Luchtbal, iar tramvaiul 7 va fi scurtat până la Căpitănia portului. Tot în 2019, în cadrul unei reforme a rețelei, va fi modificată numerotarea liniilor de tramvai și autobuz din Antwerpen.

#### Masterplanul 2020
Masterplanul 2020 pentru mobilitate în Antwerpen prevede, pe lângă investiții în transportul rutier și fluvial, un număr de extensii ale liniilor de tramvai existente precum și înființarea de noi linii. În iunie 2013 s-a făcut cunoscut că trei din aceste proiecte, tramvaie spre Wilrijk, Kontich și Beveren vor avea prioritate. Pe 27 mai 2014 a fost lansată licitația pentru realizarea proiectului de prelungire a rețelei de tramvai spre Kontich și Wilrijk. Implementarea extinderii liniei de tramvai până la Beveren se va face odată cu reamenajarea tramei stradale a N70. Masterplanul 2020 prevede:
- Prelungirea liniei 3 până la Beveren. Aceasta nu este considerată o prioritate imediată și nu este prevăzută o implementare rapidă;[32]
- O linie de tramvai din strada Jan de Voslei spre Wilrijk și mai departe, spre parcarea P+R Drie Eiken;
- Prelungirea liniei 7 până la Kontich;

Încă nu se cunoaște cu precizie perioada de realizare a celorlalte extensii de linii prevăzute în Masterplanul 2020:
- Prelungirea liniei 10 până la Hemiksem;
- Prelungirea liniei 8 până la parcarea P+R din Ranst. Acest proiect este cuplat cu expansiunea șoselelor E313-E34;
- Prelungirea liniei 9 până la Borsbeek;
- Linie de tramvai de la cimitirul Silsburg din Deurne spre Wommelgem Hulgenrode;
- Linie de tramvai spre nordul cartierului Linkeroever;
- Linie de tramvai de la Piața Bolivar către cartierul aflat în construcție Nieuw-Zuid;
- Prelungirea suplimentară a liniei 10 de la Hemiksem spre Schelle;
- Prelungirea liniei de tramvai din strada Havanastraat către Ekeren Leugenberg.

## Material rulant

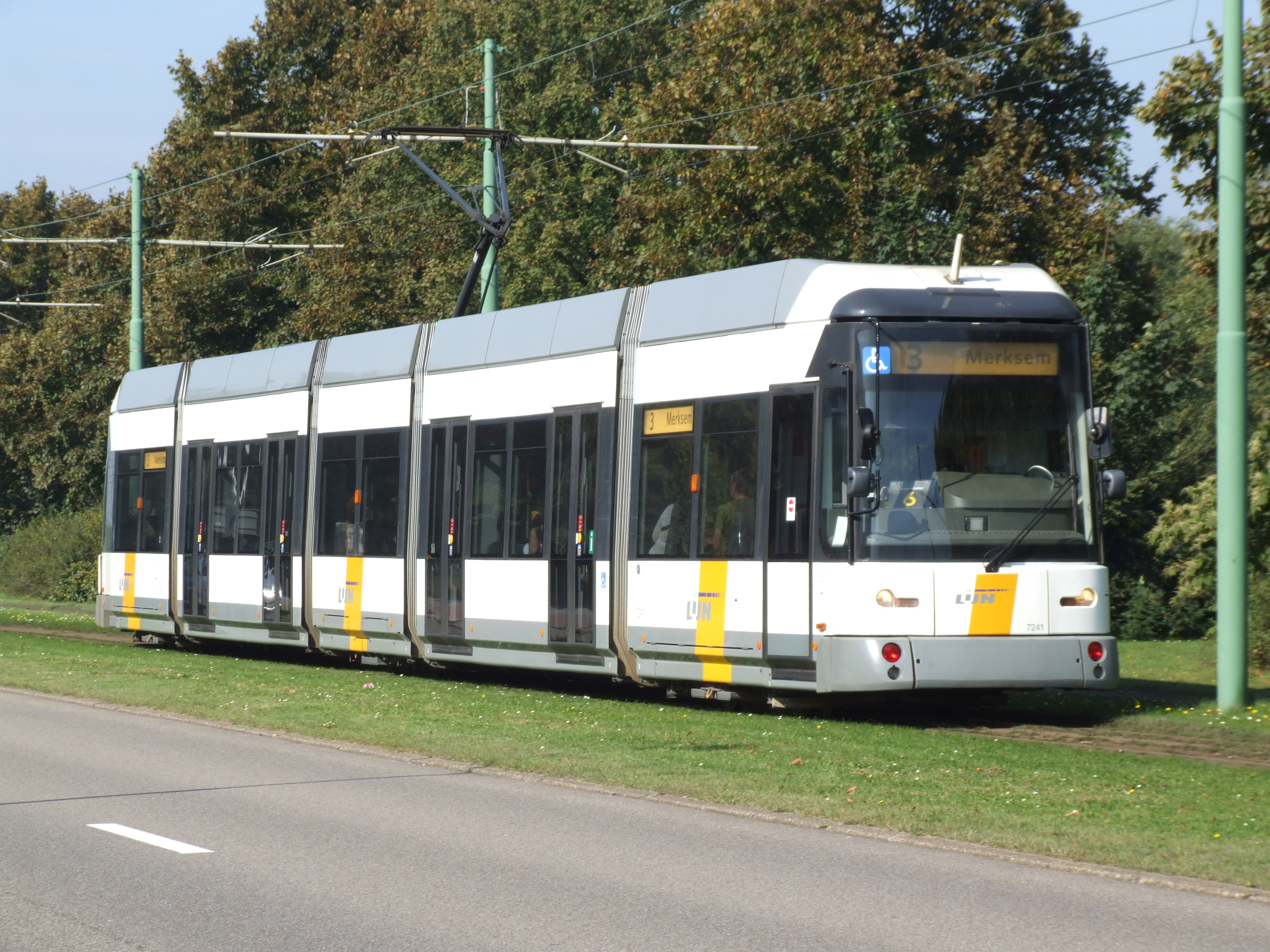
Tramvai Bombardier-Siemens MGT6-1 HermeLijn al liniei 3 spre Merksem.

Ecartamentul rețelei de tramvai din Antwerpen este de 1.000 mm (ecartament metric), iar tensiunea de lucru a firului de contact este de 600 de volți. Rețeaua de tramvai nu poate fi folosită decât de vehicule unidirecționale, din cauza absenței macazurilor și a sensurilor complet separate ale liniilor din premetrou. Până la introducerea, în anii 1960, a tramvaielor PCC, alimentarea de la rețea a vehiculelor din Antwerpen se făcea cu ajutorul troleelor, precum la troleibuze. Ulterior, acestea au fost înlocuite de pantograf.
Pe 31 decembrie 2014 erau în exploatare în Antwerpen 238 de tramvaie, din care:
- BN PCC (7000-7165) - 155 de tramvaie,[35] construite în perioada 1960-1974;
- HermeLijn (7201-7284) - 83 de tramvaie,[33][34] construite în perioada 1999-2012;
- Flexity 2 (7301-) - 66 de tramvaie comandate, construite în perioada 2015-prezent.[36]

Pe 31 decembrie 2016 cifrele erau următoarele:
- BN PCC (7000-7165) - 156 de tramvaie;
- HermeLijn (7201-7284) - 83 de tramvaie;
- Flexity 2 (7301-) - 29 de tramvaie.

### Tramvaie PCC (1960-1974)

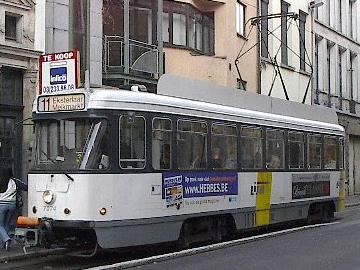
Tramvai PCC modernizat circulând în centrul Antwerpenului.

Între 1960 și 1974, TAO și MIVA au achiziționat, prin intermediul a cinci comenzi, 166 de tramvaie PCC cu patru osii de la firmele La Brugeoise et Nivelles (BN) din Brugge și ACEC din Charleroi. Un prim lot de 39 de tramvaie (numerotate 2000-2038) a fost livrat între anii 1960-1961. Din această veche serie PCC, 11 din tramvaie erau defecte în 2012, dar restul, după o perioadă în serviciu de peste 50 de ani, erau încă în exploatare. Primul vehicul livrat, numerotat 2000, este expus în stare de funcționare la Muzeul Flamand al Tramvaiului și Autobuzului din Antwerpen, vopsit în culorile roșu-alb ale MIVA din perioada 1980-începutul anilor 1990. Tramvaiul 7001 (fost 2001) circulă în serviciu regulat, dar este vopsit în culoarea crem folosită de tramvaiele MIVA din anii 1960 și până în 1980. 
O a doua comandă de 22 de tramvaie (numerotate 2039-2060) a fost livrată în 1962. După preluarea rețelei de tramvai de către MIVA a fost plasată o a treia comandă, în 1964, pentru încă 40 de tramvaie PCC. Acestea (numerotate 2061-2100) au fost livrate în 1966. O a patra solicitare pentru 25 de vehicule (2101-2125) a fost transmisă în 1968 și onorată între 1969 și 1970. În 1972 a fost comandat al cincilea și ultimul lot de 40 de tramvaie PCC (2126-2165). Acestea au sosit în Antwerpen în 1974 și 1975. Ultima serie a fost prevăzută cu mecanism de frânare automată și cuplă Scharfenberg, ceea ce le-a permis să circule cuplate câte două. A treia și a patra serie achiziționate de MIVA începând din 1972 (2061-2125) erau și ele prevăzute cu cuplă Scharfenberg.
O mare parte a stocului de PCC a fost modernizată în anii 1990 pentru a permite circulația prin tunelurile premetroului, adăugându-se uși noi, un nou sistem de cuplare, scaune și banchete noi, precum și întrerupătoare de tensiune. Scopul era prelungirea semnificativă a duratei de viață a ramelor. Numerotarea tramvaielor a fost schimbată, seriile 2000-2165 transformându-se în 7000-7165. Dintre vehiculele cele mai vechi, nemodernizate, din seriile 7000-7060 (PCC1), au fost scoase inițial din exploatare 11 bucăți începând cu anul 2000. După începerea livrării noilor tramvaie Albatros, toate ramele nemodernizate PCC1 au fost scoase complet din serviciu în 2015. 
Tramvaiele PCC modernizate (PCC2), cuplate câte două vagoane, circulă uneori pe liniile 2, 4, 6, 9, 10 și aproape tot timpul pe liniile 7 și 24. Unele din ramele PCC2 nemodernizate încă mai circulă pe liniile 4, 6, 8, 11 și 12.

### Tramvaie HermeLijn (1999-2012)

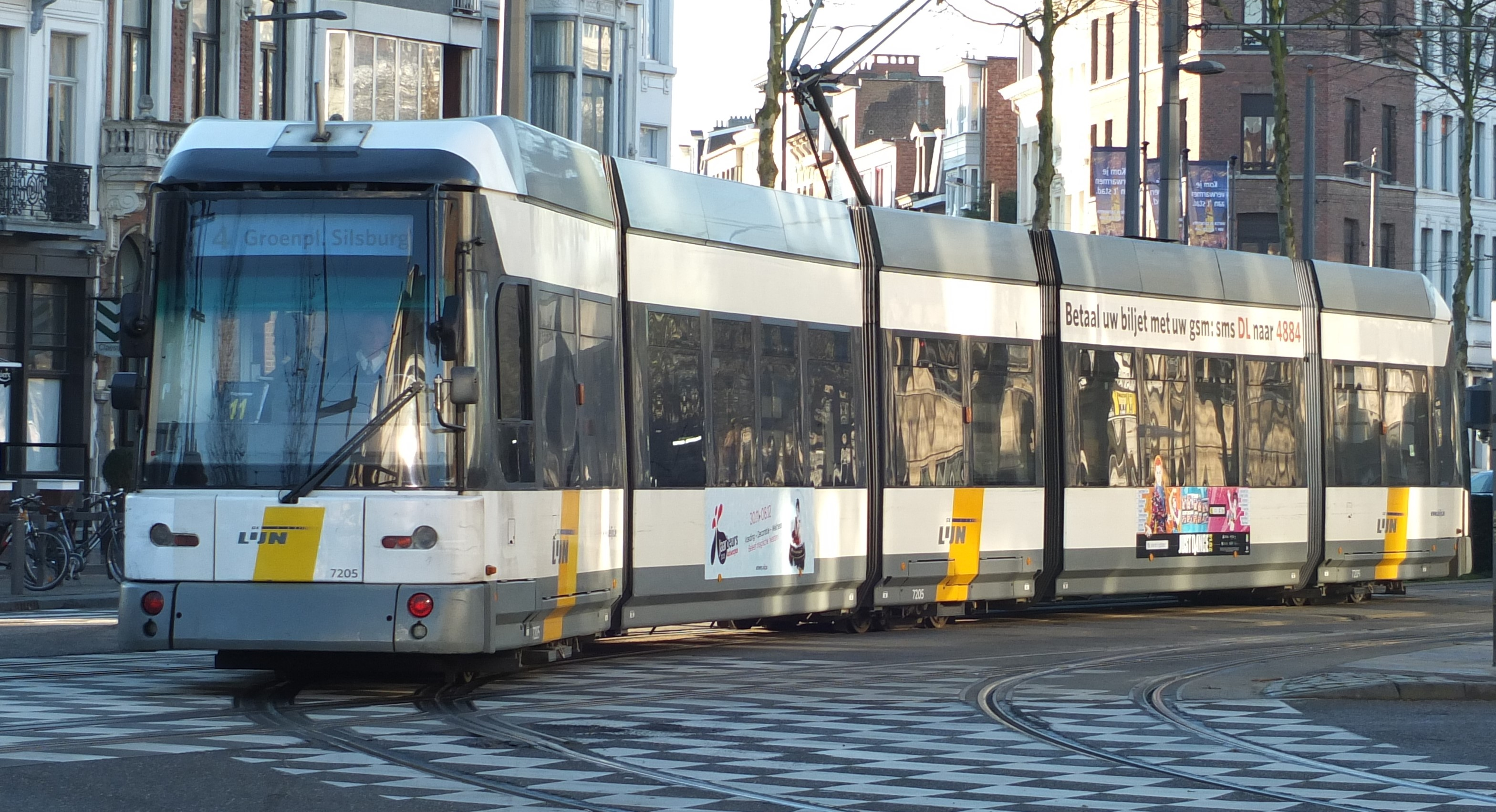
Tramvaiul HermeLijn 7205 pe Amerikalei, la intersecția cu Brederodestraat și Vrièrestraat.

Începând din 1999, rețeaua de tramvai din Antwerpen este deservită și de tramvaie moderne cu podea joasă de tip HermeLijn. Sunt folosite patru serii: 1, 2A, 2B și 3. Prima serie de 31 de tramvaie (numerotate 7201-7231) a intrat în serviciu în perioada 1999-2000. Împreună cu cele 14 rame HermeLijn din Gent, acestea au fost primele tramvaie cu podea joasă din parcul auto al De Lijn și a doua serie de astfel de tramvaie din Belgia, după seria 2000 exploatată de Tramvaiul din Bruxelles. Hermelijn este compus din trei compartimente motoare scurte și două compartimente mai lungi situate în mijloc și prevăzute cu uși duble și podea joasă. Tramvaiele de acest tip au 29,60 metri lungime și 2,30 metri lățime, fiind cu 10 centimetri mai late decât modelele PCC. Capacitatea ramelor este de 74 de locuri pe scaune; în teorie, un astfel de tramvai poate transporta până la 250 de persoane. Toate vehiculele Hermelijnen posedă un sistem automatizat de afișare a destinației și de notificare a următoarei stații.
În anul 2004 a fost pusă în exploatare a doua serie de 30 de tramvaie (7232-7261), care a fost urmată la scurtă vreme de 10 tramvaie suplimentare (7262-7271). Cu excepția acestor ultime 10, restul aveau cabina vatmanului poziționată pe întreaga lățime a tramvaiului. Unul din aceste tramvaie a rămas permanent pe litoral și este exploatat de Tramvaiul costier. Pe timpul verii, alte cinci tramvaie HermeLijn sunt transferate temporar pe litoral pentru a asigura transportul turiștilor.
În noiembrie 2009 s-a făcut cunoscut că De Lijn va folosi ultima opțiune din contract și va comanda o a treia serie HermeLijn de 13 rame (7272-7284). La această serie cabina vatmanului acoperă doar o porțiune din partea frontală a vehiculului. O altă diferență față de seriile anterioare este afișajul LED pentru a indica numărul liniei și destinația, care a înlocuit vechile plăcuțe amplasate la exterior, în partea superioară a tramvaiului. Cele 13 vehicule au fost livrate în cursul anului 2012. În 2014 au fost înlocuite și plăcuțele indicatoare ale seriilor mai vechi HermeLijn cu display-uri cu afișaj LED.
Tramvaiele Hermelijn sunt utilizate în principal pe liniile 2, 3, 4, 5, 6, 9, 10 și 15. Pe liniile 3, 5 și 15 circulă cele mai noi rame HermeLijn, prevăzute cu mijloace de acces pentru persoanele în cărucior cu rotile.

### Tramvaie Albatros (2015-...)

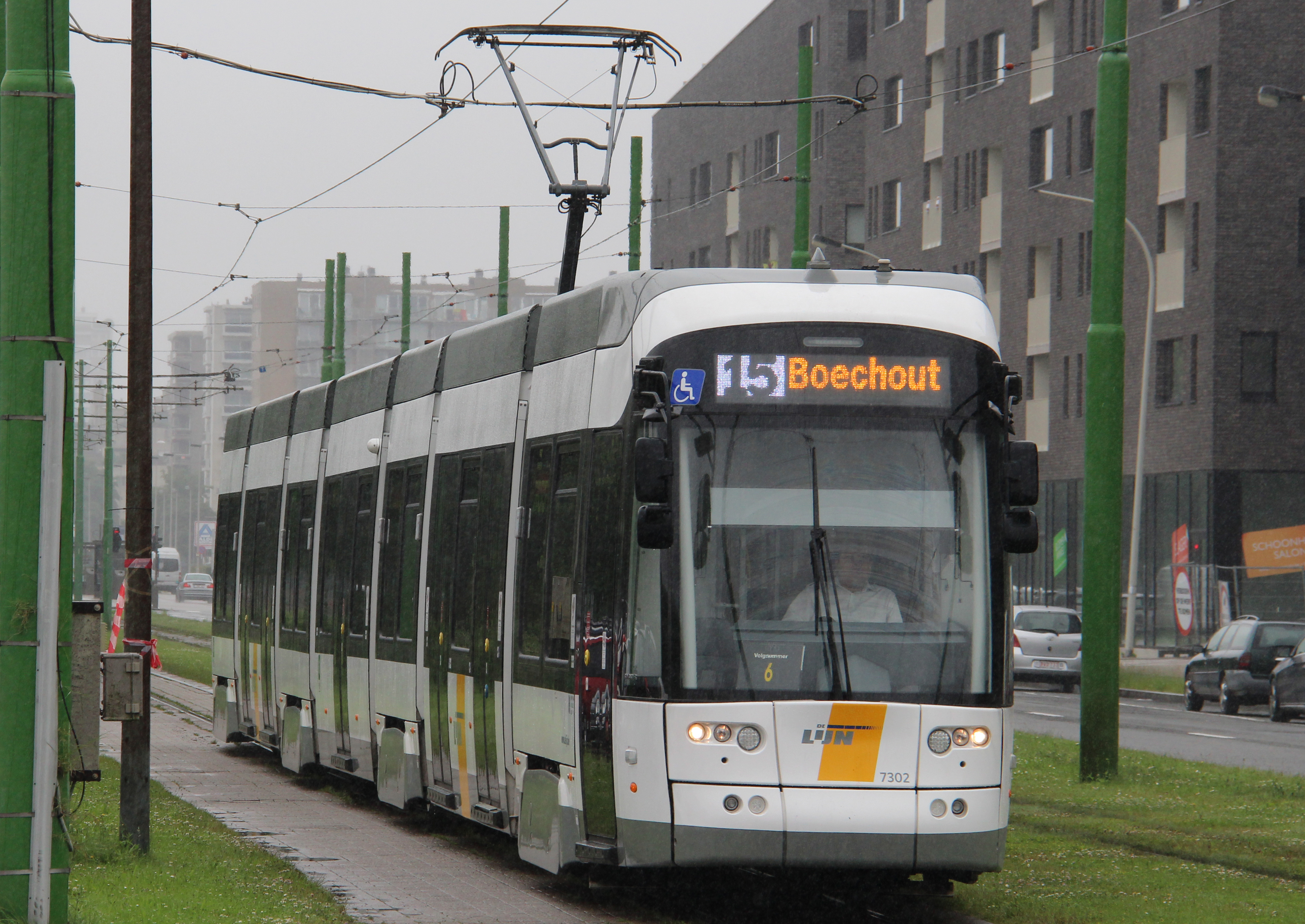
Un tramvai Albatros cu 7 compartimente.

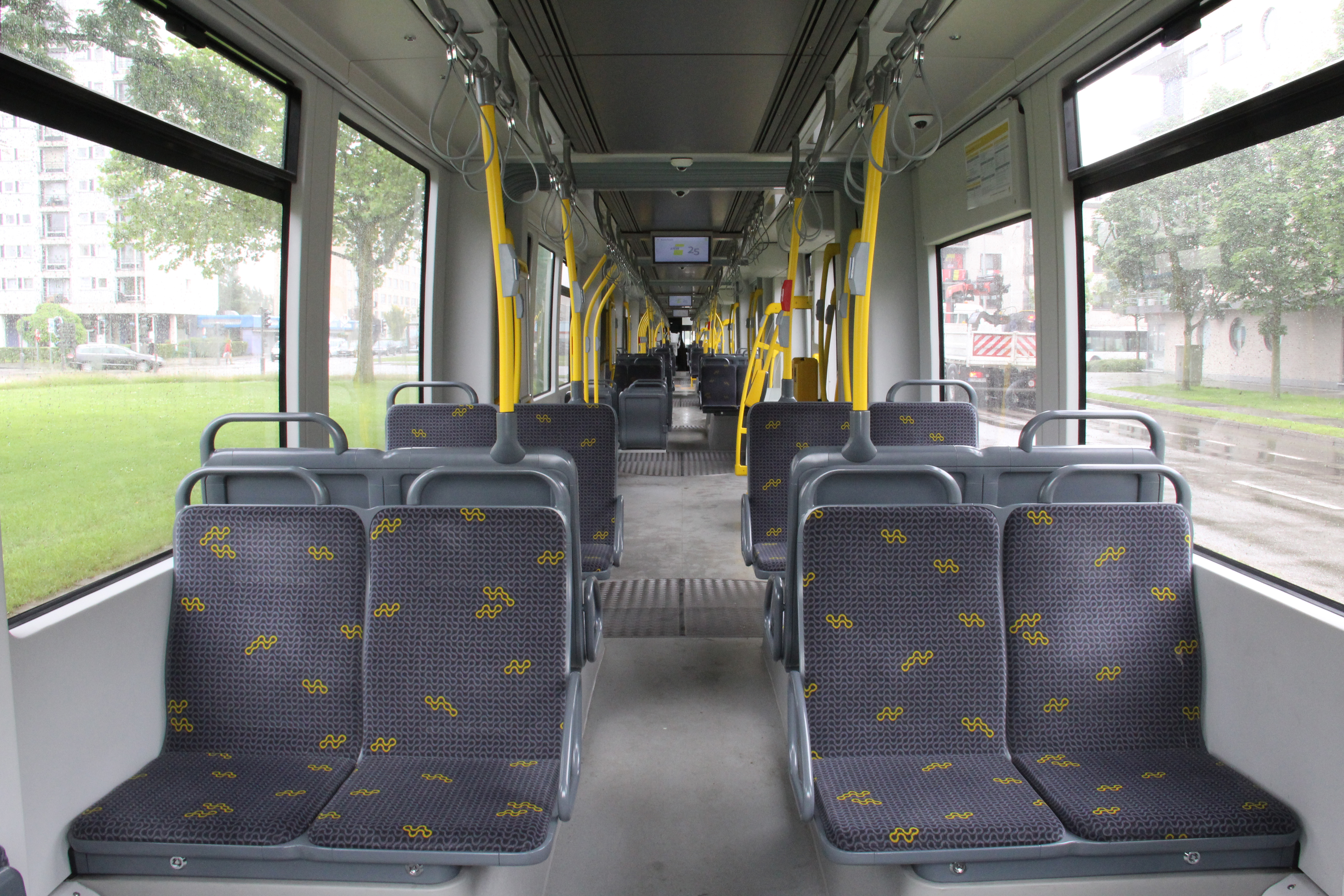
Interiorul unui tramvai Albatros cu 7 compartimente.

Pe 6 august 2012, compania De Lijn a făcut cunoscut că va comanda 48 de tramvaie de tip Flexity 2 de la producătorul de material rulant Bombardier Transportation. Dintre acestea, 38 de tramvaie Albatros au fost prevăzute pentru orașul Antwerpen, iar celelalte 10 pentru Gent. 10 din tramvaiele destinate Antwerpenului sunt mai lungi de 40 de metri și au fost distribuite pe liniile 3 și 15. Ele au o capacitate totală de 380 de persoane fiecare, fiind prevăzute cu 68 de scaune și 40 de banchete. Restul de 28 de tramvaie, mai scurte, au fost achiziționate pentru a completa stocul de material rulant necesar datorită prelungirii liniilor spre Wijnegem și Boechout. Aceste tramvaie, prevăzute cu 54 de scaune și 24 de banchete, pot transporta în total până la 266 de persoane fiecare. Primele din această nouă serie de rame au fost livrate în Antwerpen începând cu luna mai 2015. Primele tramvaie Albatros lungi au început să circule în serviciu regulat pe linia 15 în luna noiembrie 2015. Tramvaiele Albatros scurte au intrat în serviciu în anul 2016, mai întâi pe liniile 4 și 10. Aceste rame, proiectate de Yellow Window / Enthoven Design, au câștigat în 2015 premiul Henry Van de Velde Label, datorită inovației, calității și prețului avantajos.
Odată cu anunțarea primei comenzi, compania De Lijn a făcut totodată cunoscut că va urma o a doua comandă, care va cuprinde 10 tramvaie scurte și 14 tramvaie lungi pentru Antwerpen. Această a doua comandă a fost lansată pe 8 mai 2015. Ramele aferente acestei comenzi sunt prevăzute să intre în serviciu în anul 2017. Tramvaiele lungi de tip Albatros XL vor fi distribuite tot pe linia 3. Odată cu livrarea vehiculelor din a doua comandă, tramvaiele PCC vor mai circula doar în orele de vârf, iar o parte din ele va fi retrasă din exploatare.

### O nouă comandă
Pe 20 februarie 2014, De Lijn a făcut public că va demara procedurile de achiziție a 146 noi tramvaie, al căror cost se va cifra la 320,2 milioane de euro. Din acestea, 66 de tramvaie sunt prevăzute pentru rețeaua de transport din Antwerpen. Este vorba de rame cu o lungime de 32 m și o capacitate de aproximativ 260 de persoane. În momentul recepționării, așteptată a avea loc în anul 2018, o parte din vechile tramvaie PCC vor fi scoase definitiv din serviciu.

## Bucle de întoarcere
În rețeaua din Antwerpen circulă doar tramvaie unidirecționale, cu o singură cabină pentru vatman. Din acest motiv, pentru a putea permite circulația tramvaielor în ambele sensuri ale traseelor, au fost prevăzute bucle de întoarcere în toate punctele terminus ale liniilor, precum și în tunelurile de premetrou, sub Palatul Sporturilor și Piața Roosevelt, la Gara Centrală, pe bulevardul Koninklijkelaan din Berchem, în Piața Leopold  (Banca Națională), piețele Marnix și Lambermont, la Gara de Sud (strada Montignystraat), la podul Stenenbrug (pe Turnhoutsebaan, la începutul drumului european E313), sub piața Groenplaats, la fostele capete ale linilor 5 (Piața Wim Saerens) și 10 (Schotensesteenweg) și pe bulevardul Frans de l'Arbrelaan din Merksem. De asemenea, întoarcerea se poate face și în cele trei depouri ale De Lijn (Hoboken, Deurne și Punt aan de Lijn).